# Anthony Ireland (biskup)
Anthony John Ireland (ur. 28 kwietnia 1957 w Melbourne) – australijski duchowny katolicki, w latach 2021–2025 biskup pomocniczy Melbourne, arcybiskup Hobart od 2025.

## Życiorys
Święcenia kapłańskie przyjął 19 września 1987 i został inkardynowany do archidiecezji Melbourne. Przez wiele lat pracował jako duszpasterz parafialny. W latach 2005–2009 był pracownikiem Corpus Christi College, gdzie pełnił funkcje dziekana studiów (2005–2006) i rektora (2006–2009). Był też m.in. wikariuszem biskupim dla Sektora Wschodniego.
14 maja 2021 papież Franciszek mianował go biskupem pomocniczym archidiecezji Melbourne oraz biskupem tytularnym Carinola. Sakry udzielił mu 31 lipca 2021 arcybiskup Peter Comensoli.
20 czerwca 2025 papież Leon XIV mianował go arcybiskupem Hobart. Urząd ten objął 12 sierpnia 2025. 